# Marguerite Tiste
Marguerite Tiste (ou Tist, Thist), née à Jemappes le 16 mai 1648 et morte étranglée puis brûlée à Mons le 27 juin 1671, est l'une des dernières personnes condamnées à mort dans cette ville pour sorcellerie. En 2014, des habitants ont introduit une demande de réhabilitation en sa faveur. Cette démarche n'a pas abouti.

## Biographie
Au cours du procès, la date de naissance de Marguerite Tiste peine à être établie. En 1671, lors de sa première comparution,  elle se dit âgée de 18 ans. Elle revient ensuite sur cette déclaration, affirmant n'avoir que 14 ans « ainsi que son pasteur lui a dit ». Lors du procès, sa marraine Marguerite Bertrand dite « Gomar », épouse du mayeur de Jemappes Jean Le Bleu, précise que Marguerite est âgée de 16 ans parce qu'elle est née « environ un an avant que le François auroit pris Saint-Ghislain »,. 
Issue d'un milieu modeste, Marguerite est la fille de Charles Tiste. Elle n'a aucun souvenir de sa mère Agnès Dufaux, probablement morte en couches vers mai 1653. Sa sœur aînée, Marie, meurt en 1667. Les autres enfants sont morts en bas âge. Malade,, la fillette est brutalisée par un père « estant la plupart du temps ivre et disant que le diable l’emporteroit ». 
Un jour, Marguerite affirme être une sorcière à l'une de ses amies. Celle-ci lui conseille de s'adresser au prieur de Saint-Germain, un exorciste qu'elle a déjà rencontré.

### Date de naissance

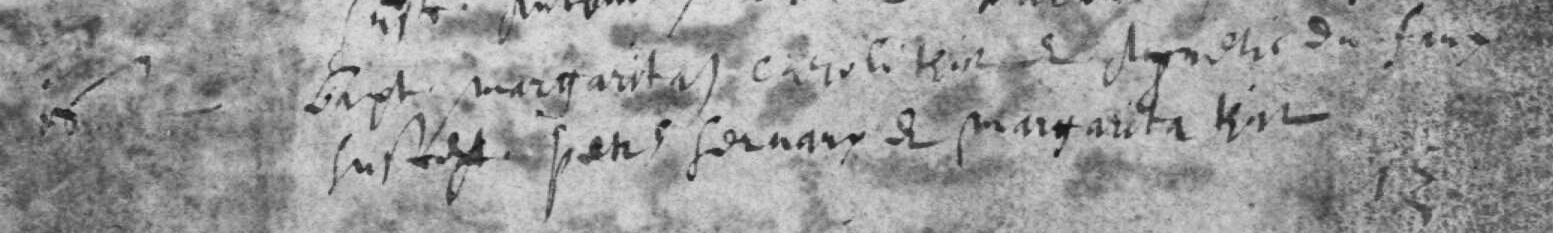
Acte de baptême de Marguerite Tiste
Bapt(isma) Margarita (filia) Caroli Thist et Agnetis du faux. Suscep(erunt) Petr(u)s Sernaux et Margarita Thist.
Baptême - Marguerite, (fille de) Charles Thist et Agnès du Faux. Furent parrain et marraine (littéralement : [la] tinrent [sur les fonts baptismaux]) Pierre Sernaux et Marguerite Thist.

L'acte de baptême de Marguerite Tiste a été conservé. Daté du 16 mai 1648, il atteste qu'elle est âgée de 22 ans lors de sa première comparution et a 23 ans révolus lors de son exécution,.

### Procès
Marguerite Tiste comparaît pour la première fois devant ses juges le 8 mai 1671. Le procès en sorcellerie se déroule  dans la « Salle rouge » de l'Hôtel de ville de Mons. Elle est entendue une seconde fois le 13 mai. Le 17 juin 1671, les médecins légistes se défaussent, affirmant que « les maléfices se peuvent descouvrir par les exorcistes qui en peuvent respondre mieux qu’eux ». Les délibérés se déroulent le 22 juin 1671 et la sentence est lue le 27 juin 1671.
Incapable de se défendre mais souhaitant échapper à la torture, Marguerite avoue tout ce dont on l'accuse sous le feu nourri des questions. Elle explique qu'un an avant son décès survenu en 1667, sa sœur aînée lui a proposé de l'emmener « aux danses ». Ayant d'abord refusé, elle a fini par s'y rendre :
« D'après ses déclarations, cette malheureuse jeune fille devait être hallucinée, phtisique sans doute, ou hystérique. Elle avoua qu'une nuit, en dormant, elle fut éveillée par un homme habillé de noir, qui lui ordonna de la suivre, l’emporta par la fenêtre au sabbat et satisfit sur elle ses passions brutales. il prenait le nom de Philippe. Ce commerce se renouvelait souvent, et lorsqu'elle rentrait du sabbat, c'est-à-dire quand le songe perdait de sa violence, le démon ne la quittait pas sans la profaner encore ». L'ayant battue à plusieurs reprises, ce Philippe la marqua au fer rouge sur l'épaule gauche. De l'aveu de Marguerite, la plaie faisait un pouce de profondeur.
Lors des délibérations, l'avocat Mercier énonce que « la prisonnière ayant confessé d’avoir esté aux danses, menée et portée en air, s’estant donnée au diable, en accointance charnelle avec luy et d’avoir ensorcelé une femme et quatre enfans, doit estre tenue pour sorcière et mérite de perdre la vie par le feu ». Prenant en compte son jeune âge, il suggère de « la condamner à la mort par une saignée du pied en l’eau ».
Les avocats Overdaet et Plétincq, le « pensionnaire » Lefebvre, le greffier Le Duc et l'échevin Robert sont d'avis de l'étrangler puis de la brûler sur un bûcher. Le greffier Pottier envisage de la nourrir jusqu'à l’âge de 18 ans mais, apprenant que cette mesure de clémence ne peut être accordée qu'à un mineur non coupable de dol, il se rallie aux avis précédents. Doutant de la véracité de ses aveux, le greffier d’Ysembart souhaite qu'elle soit soumise à la question, condamnée au bûcher si elle maintient ses déclarations et bannie si elle se rétracte. Monsieur Brabant partage d'abord l'avis du greffier Pottier mais, se ralliant à celui du greffier d'Ysembart, souhaite qu'elle soit soumise à la question. Quant à Monsieur Dupuis, il demande un « terme jusques à demain pour s’asseurer sur ses doubtes »,.
Tous conviennent finalement de condamner Marguerite Tiste à « perdre la vie, la faisant estrangler à un posteau, et puis la brusler ».

### Sentence et exécution
Le 27 juin 1671, la sentence est lue à la condamnée en présence des échevins Lemaire, Robert, Degage et Dupuis :

« Marguerite Tiste, combien que vostre devoir vous ait obligé de demeurer fidèle à Dieu, vous vous este nonobstant tant oubliée, qu’à la persuasion de vostre feue sœur, vous donnant au diable, cohabitant charnellement avec luy, aiant souffert qu’il vous ait marqué et porté aux danses, vous avez aussi, à sa suggestion, ensorcelé de maléfice quatre enfans et une femme. Sur quoy messieurs echevins de ceste ville, vous aiant instruit vostre procès criminel, et par iceluy vous trouvé atteinte et convaincue du crime de sortilége, qui est de lèze majesté divine, et le veu en délibération du conseil avec leurs assesseurs et autres advocats, vous ont condamné et condamnent, à la scemonce de Monsieur Bailencour prévost de ceste ville et prévosté, d’estre estranglée et bruslée tant que la mort s’ensuive. »

— Archives de l’État à Mons. Greffe échevinal de Mons. Siège du mardi – Procès n° 439 .
La peine est exécutée le jour même. Marguerite Tiste meurt étranglée puis brûlée sur la place du marché.

## Demande de réhabilitation
En 2014, un groupe de Montois a adressé aux autorités de leur ville une pétition demandant la réhabilitation de la jeune fille,. Aucune suite n'a été donnée à cette requête.